# Чърни връх (община Доброва-Полхов Градец)
Вижте пояснителната страница за други значения на Чърни връх.
Чърни връх (на словенски: Črni Vrh) е село в Словения, Средна Словения, община Доброва-Полхов Градец. Според Националната статистическа служба на Република Словения през 2002 г. селото има 279 жители.